# سیارک ۲۶۰۰۵
سیارک ۲۶۰۰۵ (به انگلیسی: 26005 Alicezhao، نامگذاری:2001FO109)۲۶۰۰۵مین سیارک کشف شده‌است که در ۱۸ مارس ۲۰۰۱ کشف شد.